# ArcelorMittal Krzywy Róg

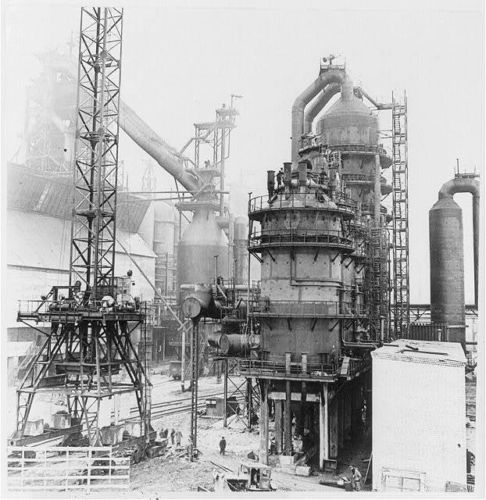
Budowa wielkiego pieca w Krzywym Rogu (1960)

ArcelorMittal Krzywy Róg, АрселорМіттал Кривий Ріг (ukr.), poprzednio Kryworiżstal (ukr.) Криворіжсталь – ukraińskie przedsiębiorstwo produkujące stal, zlokalizowane w Krzywym Rogu.
Przedsiębiorstwo zostało założone w 1932 roku, produkcję stali uruchomiono 4 sierpnia 1934 roku. W 1939 roku przeprowadzono pierwszy odlew ze stali konwertorowanej. W czasie II wojny światowej produkcję przerwano, po wojnie uruchomiono ponownie. Uruchomiony w 1974 roku wielki piec numer 9 był wówczas największym urządzeniem tego typu na świecie.
W 2004 roku przedsiębiorstwo zostało przekształcone w spółkę i poddane prywatyzacji. Jej zdolności produkcyjne wynosiły wówczas ok. 6 mln ton wyrobów walcowanych, 7 mln ton stali i 8 mln ton surówki.
Zostało ono zakupione za 800 mln dolarów przez konsorcjum, złożone ze spółek należących do Rinata Achmetowa oraz Wiktora Pinczuka (zięcia ówczesnego prezydenta Ukrainy Łeonida Kuczmy). Po dojściu do władzy Wiktora Juszczenki prywatyzację unieważniono i przeprowadzono sprzedaż poprzez licytację przedsiębiorstwa. Wygrał ją koncern Mittal Steel Company, który zaoferował 4,8 mld dolarów.
W 2007 roku, po sfinalizowaniu fuzji Mittal Steel Company i Arcelor, spółka przyjęła nazwę ArcelorMittal Krzywy Róg.